# Thiên hoàng Go-Ichijō
Thiên hoàng Hậu Nhất Điều (後一条天皇 Go-Ichijō-Tennō, 12 tháng 10 năm 1008 - 15 tháng 5 năm 1036) là Thiên hoàng thứ 68 của Nhật Bản theo danh sách kế thừa truyền thống.
Triều đại Hậu Nhất Điều của kéo dài từ năm 1016 đến năm 1036.

## Tường thuật truyền thống
Trước khi lên ngôi, ông có tên cá nhân (imina) là Atsuhira -shinnō (敦成親王). Ông cũng được biết đến như Atsunari -shinnō.
Atsuhira là con trai thứ hai của Thiên hoàng Ichijō. Mẹ ông, Fujiwara no Akiko / Shoshi (藤原彰子) (988-1074), là con gái của Fujiwara no Michinaga. Bà này về sau được tôn làm Thái hậu.
Năm lên 4 tuổi (1012), Atsuhira cưới con gái của Michinaga làm hoàng hậu

## Lên ngôi Thiên hoàng
Ngày 10 tháng 3 năm 1016 (ngày 29 tháng 1 năm Chowa thứ năm), Thiên hoàng Sanjō thoái vị và nhường lại ngôi cho cháu trai là thân vương Atsuhira, lúc đó mới 8 tuổi. Thân vương lên ngôi và lấy hiệu là Go-Ichijō. Ông lấy niên hiệu của bác mình, lập thành Chōwa nguyên niên (1016-1017).
Năm 1017, Michinaga lại gây áp lực buộc Thiên hoàng phế bỏ chức Thái tử của Atsuakira (con trai của cựu hoàng Sanjō), đưa hoàng tử Atsunaga là em trai của ông này (tức Atsuakira) làm Thái tử thay anh trai.
Tháng 10/1017, Michinaga tổ chức đoàn thuyền với 15 chiếc hành hương ra đền thờ Iwashimizu trên sông Yotogawa. Bị sóng đánh mạnh (hoặc bị bão tố), hầu hết các thuyền bị lật và 30 người đã chết. Michinaga thoát chết và bỏ về.
Tháng 11/1017, Michinaga được Thiên hoàng cử làm Thái chính đại thần
Năm Chōgen thứ 9 (15/5/1036), Thiên hoàng băng hà ở tuổi 29. Thân vương Atsunaga lên ngôi, hiệu là Thiên hoàng Go-Suzaku.

### Kugyō
- Sesshō, Fujiwara Michinaga, 966-1027.
- Sesshō, Fujiwara Yorimichi, 992-1074.
- Kampaku, Fujiwara Yorimichi.
- Daijō daijin, Fujiwara Michinaga.
- Daijō daijin, Kan'in Kinsue, 956-1029.
- Tả đại thần, Fujiwara Michinaga.
- Tả đại thần, Fujiwara Akimitsu, 944-1021.
- Tả đại thần, Fujiwara Yorimichi.
- Hữu đại thần, Fujiwara Sanesuke, 957-1046.
- Nadaijin, Fujiwara Norimichi, 997-1075.
- đại nạp ngôn

### Niên hiệu
- Chōwa (1012-1017)
- Kannin (1017-1021)
- Jian (1021-1024)
- Manju (1024-1028)
- Chōgen (1028-1037)

## Gia đình
Go-Ichijo đã có một Hoàng hậu và hai con gái
Empress (chūgū): Fujiwara no Ishi (藤原威子) (999-1036), con gái thứ ba của Fujiwara no Michinaga. Bà sinh ra: công chúa Akiko / Shoshi (章子内親王) (Nijo-In,二条院) (1026-1105), Hoàng hậu (chūgū) của Thiên hoàng Go-Reizei, công chúa Kaoruko / Keishi (馨子内親王) (1029-1093), Hoàng hậu (chūgū) của Thiên hoàng Go-Sanjō